# 大西陽一
大西 陽一（おおにし よういち）は、日本の男性アニメーターである。主に東映アニメーション作品で活躍。

## 参加作品

### テレビアニメ
1985年
- 北斗の拳（動画）

1987年
- 北斗の拳2（原画）

1996年
- 地獄先生ぬ〜べ〜（1996年 - 1997年、キャラクターデザイン）

1997年
- ドクタースランプ（1997年 - 1999年、作画監督）
- ハニ太郎です。（1997年 - 1998年、キャラクターコンセプトデザイン）

1998年
- 春庭家の3人目（キャラクターデザイン）
- 伝心 まもって守護月天!（1998年 - 1999年、キャラクターデザイン・総作画監督）

1999年
- 金田一少年の事件簿（1999年 - 2000年、作画監督）

2002年
- Kanon（東映アニメーション版）（キャラクターデザイン・総作画監督）

2003年
- ボボボーボ・ボーボボ（2003年 - 2005年、キャラクターデザイン）

2008年
- はたらキッズ マイハム組（作画監督）

2009年
- 怪談レストラン（2009年 - 2010年、作画監督）

2010年
- デジモンクロスウォーズ（2010年 - 2012年、作画監督）

2012年
- 聖闘士星矢Ω（2012年 - 2014年、作画監督）

2013年
- ぎんぎつね（作画監督・作画監督補佐）

2014年
- ハマトラ（作画監督）
- DRAMAtical Murder（作画監督）
- トリニティセブン（作画監督・作画協力）

2015年
- 聖剣使いの禁呪詠唱（作画監督）
- ワールドトリガー（2015年 - 2021年、作画監督）
- 暗殺教室（作画監督）
- がっこうぐらし!（作画監督）

2016年
- リルリルフェアリル〜妖精のドア〜（2016年 - 2017年、作画監督）
- あまんちゅ!（作画監督）
- タイムトラベル少女〜マリ・ワカと8人の科学者たち〜（作画監督）
- タイガーマスクW（2016年 - 2017年、作画監督）
- はがねオーケストラ（作画監督）

2017年
- 亜人ちゃんは語りたい（作画監督）

2018年
- ラーメン大好き小泉さん（作画監督）
- グラゼニ（作画監督）
- バキ（作画監督）
- ゲゲゲの鬼太郎（第6作）（2018年 - 2020年、作画監督）

2019年
- 転生したらスライムだった件（作画監督）
- カードファイト!! ヴァンガード（2019年 - 2020年、作画監督）

2020年
- デジモンアドベンチャー:（作画監督）
- 魔王学院の不適合者 〜史上最強の魔王の始祖、転生して子孫たちの学校へ通う〜（作画監督）
- とある科学の超電磁砲T（作画監督）
- ガル学。〜聖ガールズスクエア学院〜（作画監督）
- ダンジョンに出会いを求めるのは間違っているだろうかIII（作画監督）

2021年
- EDENS ZERO（作画監督）
- ミュークルドリーミー みっくす!（作画監督）

2022年
- デジモンゴーストゲーム（作画監督）
- 処刑少女の生きる道（作画監督）
- 後宮の烏（作画監督）
- ニンジャラ（2022年 - 2023年、作画監督）

2023年
- 逃走中 グレートミッション（2023年 - 2024年、キャラクターデザイン）
- BIRDIE WING -Golf Girls' Story-（作画監督）

2024年
- 花野井くんと恋の病（作画監督）
- アストロノオト（作画監督）

### 劇場アニメ
- 劇場版 北斗の拳（1986年、動画）
- スラムダンク 吠えろバスケットマン魂!! 花道と流川の熱き夏（1995年、作画監督）
- 劇場版CLANNAD（2007年、作画監督）
- 銀魂 THE FINAL（2021年、作画監督）

### OVA
- アレクサンドロスの決断（2003年、作画監督補佐・原画）
- 花と少年（2004年、キャラクターデザイン・作画監督）
- 輝け!友情のVサイン（2005年、原画）
- 流れ星のおくりもの（2006年、キャラクターデザイン・作画監督）

### Webアニメ
- SUPER SHIRO（2020年、作画監督）
- LUPIN ZERO（2022年、作画監督）

### 雑誌
- ふしぎ星の☆ふたご姫 Gyu!（小学館の幼稚園。2006年5月号-2007年4月号、人物作画監督）